# Thai-Denmark Super League 2016 (pallavolo maschile)
La Thai-Denmark Super League 2016 si è svolta dal 23 al 28 marzo 2016: al torneo hanno partecipato sei squadre di club thailandesi e la vittoria finale è andata per la prima volta al Nakhon Ratchasima Volleyball Club.

## Regolamento

### Formula
Le squadre hanno disputato una prima fase a gironi con formula del girone all'italiana; al termine della prima fase, le prime due classificate di ogni girone hanno acceduto alla fase finale per il primo posto strutturata in semifinali e finale.

### Criteri di classifica
Se il risultato finale è stato di 3-0 o 3-1 sono stati assegnati 3 punti alla squadra vincente e 0 a quella sconfitta, se il risultato finale è stato di 3-2 sono stati assegnati 2 punti alla squadra vincente e 1 a quella sconfitta.
L'ordine del posizionamento in classifica è stato definito in base a:
- Numero di partite vinte;
- Punti;
- Ratio dei set vinti/persi;
- Ratio dei punti realizzati/subiti;
- Risultati degli scontri diretti.

## Squadre partecipanti
| Squadra             | Qualificazione                             | Ultima partecipazione          |
| ------------------- | ------------------------------------------ | ------------------------------ |
| Kasetsart           | 6ª alla Volleyball Thailand League 2015-16 | Thai-Denmark Super League 2015 |
| Chonburi VC         | 3ª alla Volleyball Thailand League 2015-16 | Thai-Denmark Super League 2015 |
| Nakhon Ratchasima   | 2ª alla Volleyball Thailand League 2015-16 | Thai-Denmark Super League 2015 |
| Wing 46 Phitsanulok | 1ª alla Volleyball Thailand League 2015-16 | Thai-Denmark Super League 2015 |
| Ratchaburi          | 5ª alla Volleyball Thailand League 2015-16 | Debutto                        |
| Sisaket KVC         | 4ª alla Volleyball Thailand League 2015-16 | Thai-Denmark Super League 2015 |

## Torneo

### Fase a gironi
| Girone A            | Girone B          |
| ------------------- | ----------------- |
| Chonburi VC         | Kasetsart         |
| Wing 46 Phitsanulok | Nakhon Ratchasima |
| Ratchaburi          | Sisaket KVC       |

#### Girone A

##### Risultati
| marzo 2016 MCC Hall, Bangkok Durata: ? - Spettatori: ? | DFRL Phitsanulok | 3 - 1 | Ratchaburi  | 25-23, 27-29, 25-22, 26-24        |
| marzo 2016 MCC Hall, Bangkok Durata: ? - Spettatori: ? | DFRL Phitsanulok | 3 - 0 | Sisaket KVC | 25-15, 25-13, 25-17               |
| marzo 2016 MCC Hall, Bangkok Durata: ? - Spettatori: ? | Ratchaburi       | 2 - 3 | Sisaket KVC | 25-17, 19-25, 25-19, 21-25, 12-15 |

##### Classifica
| Pos | Squadra             | Pt | G | V | P | SV | SP | Ratio | PF  | PS  | Ratio |
| --- | ------------------- | -- | - | - | - | -- | -- | ----- | --- | --- | ----- |
| 1   | Wing 46 Phitsanulok | 6  | 2 | 2 | 0 | 6  | 1  | 6.000 | 178 | 143 | 1.244 |
| 2   | Sisaket KVC         | 2  | 2 | 1 | 1 | 3  | 5  | 0.600 | 146 | 177 | 0.824 |
| 3   | Ratchaburi          | 1  | 2 | 0 | 2 | 3  | 6  | 0.500 | 200 | 204 | 0.980 |

#### Girone B

##### Risultati
| marzo 2016 MCC Hall, Bangkok Durata: ? - Spettatori: ? | Nakhon Ratchasima | 3 - 1 | Kasetsart   | 25-23, 25-27, 25-23, 25-15 |
| marzo 2016 MCC Hall, Bangkok Durata: ? - Spettatori: ? | Nakhon Ratchasima | 1 - 3 | Chonburi VC | 26-24, 27-29, 22-25, 18-25 |
| marzo 2016 MCC Hall, Bangkok Durata: ? - Spettatori: ? | Kasetsart         | 0 - 3 | Chonburi VC | 16-25, 13-25, 15-25        |

##### Classifica
| Pos | Squadra           | Pt | G | V | P | SV | SP | Ratio | PF  | PS  | Ratio |
| --- | ----------------- | -- | - | - | - | -- | -- | ----- | --- | --- | ----- |
| 1   | Chonburi VC       | 6  | 2 | 2 | 0 | 6  | 1  | 6.000 | 175 | 137 | 1.277 |
| 2   | Nakhon Ratchasima | 3  | 2 | 1 | 1 | 4  | 4  | 1.000 | 193 | 191 | 1.010 |
| 3   | Kasetsart         | 0  | 2 | 0 | 2 | 1  | 6  | 0.166 | 132 | 175 | 0.754 |

#### Fase finale
|  | Semifinali | Semifinali          | Semifinali |             |    | Finale            | Finale | Finale |  |
|  |            |                     |            |             |    |                   |        |        |  |
|  | 1A         | Wing 46 Phitsanulok | 2          |             |    |                   |        |        |  |
|  | 1A         | Wing 46 Phitsanulok | 2          |             |    |                   |        |        |  |
|  | 2B         | Nakhon Ratchasima   | 3          |             |    |                   |        |        |  |
|  | 2B         | Nakhon Ratchasima   | 3          |             | 2B | Nakhon Ratchasima | 3      |        |  |
|  |            |                     |            |             | 2B | Nakhon Ratchasima | 3      |        |  |
|  |            |                     | 1B         | Chonburi VC | 1  |                   |        |        |  |
|  | 1B         | Chonburi VC         | 1B         | Chonburi VC | 1  | 3                 |        |        |  |
|  | 1B         | Chonburi VC         |            |             |    |                   |        |        |  |
|  | 2A         | Sisaket KVC         | 0          |             |    |                   |        |        |  |

##### Semifinali
| marzo 2016 MCC Hall, Bangkok Durata: ? - Spettatori: ? | Chonburi VC      | 3 - 0 | Sisaket KVC       | 25-13, 25-16, 25-20              |
| marzo 2016 MCC Hall, Bangkok Durata: ? - Spettatori: ? | DFRL Phitsanulok | 2 - 3 | Nakhon Ratchasima | 13-25, 21-25, 25-21, 26-24, 9-15 |

##### Finale
| marzo 2016 MCC Hall, Bangkok Durata: ? - Spettatori: ? | Nakhon Ratchasima | 3 - 1 | Chonburi VC | 25-15, 25-21, 20-25, 25-23 |

## Classifica finale
| Pos | Squadre             |
| --- | ------------------- |
|     | Nakhon Ratchasima   |
| 2   | Chonburi VC         |
| 3   | Wing 46 Phitsanulok |
| 3   | Sisaket KVC         |
| 5   | Ratchaburi          |
| 5   | Kasetsart           |

## Premi individuali
| Premio                | Nome             | Squadra           |
| --------------------- | ---------------- | ----------------- |
| MVP                   | Aung Thu         | Nakhon Ratchasima |
| Miglior realizzatore  | Aung Thu         | Nakhon Ratchasima |
| Miglior attaccante    | Aung Thu         | Nakhon Ratchasima |
| Miglior muro          | Jirayu Raksakaew | Chonburi VC       |
| Miglior servizio      | Aung Thu         | Nakhon Ratchasima |
| Miglior palleggiatore | Anucha Pinsuwan  | Nakhon Ratchasima |
| Miglior libero        | Kraisorn Sritha  | Nakhon Ratchasima |